# Bergens historie
Bergens historie opdeles i byens ældre og nyere historie. Byens ældre historie næste går helt tilbage til de første bosættelser i Norge, mens den nyere historie går fra omkring år 1000, hvor Bergen blev grundlagt. Kong Øystein Magnusson flyttede sin kongsgård til Bergen, der på dette tidspunkt blot var en lille bosættelse. Det gjorde byen til landets hovedstad, og efter at være blevet til købstad voksede byen yderligere. I takt med at handlen med Nordnorge steg, blev det den største by i Norge og i periode også hele Norden.

## I sidste istid
I den sidste istiden var Bergenshalvøya dækket af is i 100.000 år. Før denne glaciale periode havde der i 10-15.000 år været en mellemistid. Man antog tidligere at den sidste istid havde fjernet alle afsætninger fra dette tidligere periode, men på begyndelsen af 1970'erne blev der opdaget et felt langs Straumevegen ved Langegården på Fjøsanger, 10 moh., hvor det var muligt at studere tidsalder efter tidsalder i et snit gennem jordlagene fra mellemistiden. Havoverfladen var var 56 meter højere end i dag; det var mellem Puddefjorden og Nordåsvannet. Pollenanalyser viser at trægrænsen var 300 meter højere end i dag, og der var store mængder planter, som det i dag er for koldt til at de kan vokse.
For 10.000 år siden var den sidste istid over. Bergenshalvøya var isfri, undtaget nogle mindre bræer på Gullfjellet. På Vidden er der spor efter isen, der har bevæget sig mod vest og sydvest. I Arnadalen er der mærker af isens bevægelse mod nord, fordi kælving fra Ulriken og Gullfjellet har bevæget sit mod Arnavågen.

## Første bosættelser
I bydelen Årstad er der blevet fundet et fundament fra en af Norges ældste kongsgårde ved siden af Statsarkivet i Bergen, ved foden af fjeldet Ulriken. Nedenfor, ved Store Lungegårdsvann, ligger en gravhøj fra 400-tallet bevaret midt i et boligbyggeri. Byen Bergen blev imidlertid først grundlagt i 1070 af kong Olav Kyrre.

## Vikingtid og magtcenter

### Alrekstaðir
Absalon Pedersson Beyer fortæller i sin bog Om Norgis Rige (1567) at stedet ved Vågen, hvor byen først voksede frem, hed Fagervik eller Hasselvik. Han refererer til et sagn fra 900-tallet: «Og den tid Håkon Adalsteinsfostre havde sit kongelige sæde her på Alrekstad, det man nu kalder Aarestad, og fødder gik her nede i byen hvor nu gårde og kålvtår, da blev det sagt for kongen, at her hørtes i jorden lyd af mennesker, som om mange snakkede sammen. Da kongen det hørte, blev han underlig derved og mente at det skulle betyde noget ondt. Da svarede en gammel mand; nådigste herre, frygt intet, for det betyder intet ondt, men bemærker at til sin tid skal det bygges en fin stad, i hvilken skal bruges stor handel og vandel, som end sker på denne dag. Men efter kong Adelstens død, da var Bergen først bygget af kong Olav Kyrre, aar efter Christi byrd 1090.» Her tidfester Absalon Bergens grundlæggelse til 1090, men moderne forskere mener, at 1070 er mere sandsynlig.
I norrøn tid var Alrekstaðir navnet på området som nu hedder Årstad. Alrekstad var en af de kongsgårde langs den sydvestnorske kyst, hvor Harald Hårfagre og hans efterfølgere tog ophold på 900-tallet, før der opstod egentlige byer i Norge. Efter slaget ved Fitjar på Stord omkring år 960 var kong Håkon den gode på vej til Alrekstad, da han døde af banesår i Håkonshallen.
Ifølge Snorre Sturlasons saga om Håkon den gode, efter slaget ved Fitjar:
Kong Håkon gik ud på sit langskib sit og lod binde om det sår han havde fået, men blodet rendt sådan af det at de ikke kunne få det standset, og da det blev senere på dagen, blev kongen svagere; han sagde da at han ville sejle nordover til gården sin på Ålrekstad... Og efter lidt døde kong Håkon der på hella, samme sted som han var født.
Som kongssæde var Alrekstad et vigtig udgangspunkt for byudviklingen i Bergen. Årstadgeilen som går fra studenthjemmet Alrek ned til Store Lungegårdsvann, er Bergens ældste gadeforløb. Navnet på Store Lungegårdsvand kommer af Lungegården, Vincens Lunges ejendom. I middelalderen hed søen Alrekstadvågen, efter kongsgården Ålrekstad.
I 26 år styrede Olav Kyrre landet fra Alrekstad, og kongsgården var landets hovedstad. Olav Kyrres regeringstid var præget af fred og fremgang for landet. Gården var placeret strategisk med Alreken (Ulriken) mod øst, Alrekstadvågen (Store Lungegårdsvann), i nord Alrekstadvannet (drikkevandskilden Svartediket), centralt i landskabet ligger «Skinnhosen» (i dag Puddefjorden), og her blev Bjørgvin grundlagt.
På en central kongsgård som Alrek må det have stået en trekirke i den ældste kristne tid her i landet, måske i Håkon den godes dage. Senere stod det en stenkirke her, Det Hellige Kors' kirke som først nævnes i 1395, men som måske blev opført allerede på 1100-tallet. Den blev revet ned i 1600-tallet, og stenene blev brugt til at bygge små murer langs Årstadgeilen. I 1277 testamenterede Magnus Lagabøte Alrekstad kongsgård til Nonneseter kloster. Eiendommen blev holdt i hævd til reformationen, da Vincens Lunge lod både kloster og kongsgård forfalde. På 1800-tallet var Årstadvollen eksercerplads. I 1898 købte Bergen kommune området.

## Grundlæggelse og middelalder

### Grundlæggelse
Bergen (Bjørgvin) fik rettigheder som købstad af Olav Kyrre i 1070. Ifølge forskning fra 2004 blev grundlagt som handelssted allerede i 1020 eller 1030 af Olav den Hellige eller af Knud den Store, men handelspladsen blev først rigtig stor umiddelbart før 1070, fordi de lokale stormænd nølede med at tage de tildelte handelspladser i brug. I i Øystein Magnusson regeringstid blev byen bygget tidligt i 1100-tallet og aktiviteten i byen blev større. I 1135 omtales den som by i udlandet. Handel og varebytte med udlandet var grundlaget or byens udvidelse. Udvidelsen af handelen med udlandet og med Nordnorge i 1100-tallet gav Bergen en særstilling i Norge. Da Håkon Håkonsson i tillæg gjorde byen til hovedstad i 1250 og førte vestorienteret politik (mod øerne i Atlanterhavet) var Bergen klart etableret som Norges ledende by. Bergens rolle i udenrigshandelen blev styrket da tyske købmænd i 1294 fik forbud mod at drive handel nord for Bergen og i 1310 blev forbuddet udvidet til alle udlændinge.
Byen overtog efter Trondheim (Nidaros) som hovedstad for Norgesvældet frem til 1314, da denne funktion blev flyttet til Oslo. I 1100-tallet var Bergen den folkerigeste by i Norden. År 1300 regner man med at det kan have vært ca. 7.000 indbyggere i Bergen, ca. 3.000 i Nidaros, ca. 2.000 Oslo og ca. 1.500 i Tønsberg. Kåre Lunden angiver folketallet i byen umiddelbart før den sorte død til 2500, da Oslo på samme tid havde 1500 indbyggere og Tunsberg med Berget havde 1500. Lunden mener, at Bergens særstilling i folketal kom senere. På denne tid havde mellemstore byer i Europa 5.000 – 10.000 indbyggere, og Bergen var den eneste norske by af en sådan størrelsesorden. London og Paris havde omkring 25.000 indbyggere i 1050. Palermo i emiratet Sicilien og Córdoba i al-Andalus var sandsynligvis de eneste europæiske byer med over 100.000 indbyggere omkring år 1000-1100. Den danske kulturhistoriker Troels-Lund anser at den frem til 1600-tallet var "afgjort Nordens største By". Han anslår at den havde ca. 15.000 indbyggere, efterfulgt af København med 13.000, mens Trondheim, Norges næststørste by, havde ca. 5.000 indbyggere. I 1814 var Bergen storbyen som sendte fire repræsentanter til Eidsvoll, mens Christiania (Oslo), Trondheim og Kristiansand sendte to hver. Men to år senere passerede Christiania Bergen, både i folketal og indflydelse.

### Byvåben
Bergens byvåben er baseret på byens gamle segl, der regnes som Norges ældste og nævnt første gang i 1293. Byseglet havde to sider, den ene med en borg stående på syv fjelde, omkranset af indskriften «DANT BERGEIS DIGNUM MONS VRBS NAVIS MARE», og den anden med et vikingeskib omkranset af indskriften «SIGILLVM COMMVNITATIS DE CIVITATE BERGENSI». Fra midten af 1300-tallet blev et segl som kun viste borgen på de syv fjelde taget i brug.
Det nuværende byvåben kombinerer de to sider fra det ældste segl, og er cirkelrundt med rød bund og guldramme. I rammen står indskriften «SIGILLVM COMMVNITATIS DE CIVITATE BERGENSI» fra det gamle segl, og inde i cirkelskiven er der en tretårnet borg i sølv som står på syv fjelde i guld.
- Den ene side af Bergens byvåben i 1299
- Den anden side af Bergens byvåben i 1299
- Bergens byvåben i 1531
- Bergens byvåben i dag

### Bjørgvin bispedømme
Bjørgvin bispedømme er et af landets fem oprindelige bispedømmer. Bispesædet blev oprettet på Selja i 1000-tallet og flyttet til Bergen i 1170. Bispedømmet omfatter i dag Sogn og Fjordane og Hordaland fylker, efter at Sunnmøre blev en del af del nye Møre bispedømme i 1983.
Bergen domkirke er en langkirke fra 1150, som i dag fungerer som byens domkirke. Kirken er en langkirke i sten med sideskib og sakristi. Første gang den omtales er i 1181, da den blev kaldt Olavskirken i Vågsbunnen. Den var også viet til Olav den hellige.
Mariakirken (eller Tyskekirken) er en langkirke fra 1180, som regnes som Bergens ældste kirke. Kirken er også den ældste bevarede bygning i Bergen. Den ligger bag den nordligste del af Bryggen som brændte ned til grunden i 1955. Kirken var i lang tid bedre kendt under navnet Tyskekirken. Kirken er hovedsagelig bygget af fedtsten. Det er identificeret fem forskellige typer fedtsten i Mariakirkens originale murværk. Stenbruddet Urda i Bømlo har leveret to af stentyperne. Lyse stenbrud har leveret meget sten og noget fra Hana i Vaksdal. Kirken har 310 siddepladser. Basilika med to vesttårn, bygget 1140-80, romansk stil med gotisk kortilbygning.
Man antager, at kirken blev bygget i 1100-tallet, sandsynligvis mellem 1130 og 1170. Den brændte ved bybrændene i 1198 og 1248. Efter 1248 blev koret forlænget. Det oprindelige kor er den del som ligger vest i koret. Den tilhører den bygningstradition som var dominerende i Bergen i 1100-tallet, hvilket var klassisk romansk. Kortypen findes bl.a. i Lund domkirke, som var Norges ærkebiskopkirke (1104–1152), hvor Mariakirken blev bygget.

### Slaget i Bergen 1181
Efter at være kommet til Bergen i slutningen af juni 1180, overvintrede Sverre og birkebeinerne i byen. Befolkningen blev tiltagende fjendtlig, og birkebeinerne måtte holde sig indenfor byens grænser. De vidste derfor ikke meget om, hvad der foregik rundt omkring i Vestlandet.
Den 24. februar 1181, i den anden uge af langfasten efter den ældre kalender (efter moderne kalender marts 1181), opdagede Sverres vagter i nattemørket langskib på vej ind i Vågen. Alarmen gik, og birkebeinerne troede, at det var Magnus Erlingsson som kom med en hær. De forvirrede birkebeinerne var spredt rundt i byen, sådan at Sverre var tvunget til at drage op til Alrekstad for at finde sine mænd. Der fik han at vide, at det ikke var en hær, men en bondehær som var kommet til Bergen.
Jon Kurtiza havde satset på et overraskelsesangreb for at drive birkebeinerne væk uden at komme ind i hårde kampe, men det mislykkedes. I stedet for at komme ind mellem bygningerne i byen, gik dele af bondehæren i land ved Nordnes, mens en del kom til Holmen på den anden siden af Vågen, hvor Kristkirken og kongsgården lå. Sverre besluttede n at drage ned til byen og samle sine mænd ved kirkerne.
Ved Allehelgenskirken i Vågsbunnen fylket ledte Sverre birkebeinerne til en hær som rykkede ud på voldene ved Nordnes, hvor størsteparten af bondehæren var. Jon Kurtiza havde samlet folk fra Voss, Osterøy og nordhorder, måske op mod tusinde mand, og flere end birkebeinerne.
Ved daggry gik birkebeinerne til angreb med et voldsomt bombardement af piler og kastespyd som hurtigt satte en skræk i bønderne. De var ikke forberedt på et så pludselig udfald fra Sverres mænd. Birkebeinerne nærmest massakrerede bønderne. Mange hoppede i havet for at komme ud til skibene, og mange druknede undervejs. Styrken på Holmen, hvor Jon Kurtiza var kommet med sit skib, blev også slået tilbage. Resterne af bondehæren roede ud af Vågen, efterlod måske hundrede dræbte, mens de overlevende efterhånden fik grid af Sverre. Han sejlede kort tid efter til Hardanger og Hordaland for at tugte bønderne, men de fleste godtog ikke dette og flygtede mod øst til Viken. Samtidig var Magnus Erlingsson kommet fra Danmark til Viken som fortsat var under hans kontrol.

## Efter reformationen
Ved rigsmødet i København i 1536 foranlediget af Christian 3., blev Norge et lydstat under Danmark. Dette var i første række et politisk tiltag fra kongen for at øge sin magt i en periode da enevældstanken stod stærkt. For kongemagten medførte reformationen blandt andet at adgangen til at inddrage kirkens godser blev åbnet. Uden en sådan kongelig intervention er det meget mulig at Norge var forblevet katolsk, sådan som Irland. Reformationen i Norge skete på et tidspunkt da Norge stod uden eget lederskab, og var fuldstændig afhængig af det danske kongehus. Under "400-årsnatten" med Danmark var alt i hele landet på dansk, også i Bergen. Men er efter unionen grundlagde Ole Bull det første norske teater, Det norske Theater i Bergen, og senere kom Den Nationale Scene.
Det var meget vold i Bergen på 1500- og 1600-tallet. Det blev begået ca. fem drab om året i 1560’erne. Det betyder et drab per 1200 indbyggere, langt højere end for eksempel i dagens New York.
Byen havde også en egen bøddel på retterstedet Nordnes, og det var her blandt andet Anne Pedersdotter, enken efter Absalon Pedersson Beyer blev brændt på bålet som heks i 1590.

### Slaget på Bergens våg
Slaget på Bergens våg stod 12. august 1665}. En flåde på 60 nederlandske skibe, deriblandt 10 værdifulde skibe fra Østindien, søgte tilflugt i Bergens neutrale havn, da de blev forfulgt af engelske krigsskibe. England og De forenede Nederlande var på dette tidspunkt i krig med hinanden, og Frederik 3. var usikker på, hvilket land han skulle støtte. Han indgik i hemmelighed en aftale med englænderne om at dele byttet. Beskeden kom for sent frem til Bergen, og da englænderne gik til angreb satte garnisonen på Bergenhus sig kraftigt til modværge. Kampen blev kort og blodig, og englænderne flygtet. Der sidder stadig en kanonkugle i væggen på Domkirken i Bergen fra dette slag.

### Slaget ved Alvøen
Slaget ved Alvøen var et søslag som blev udkæmpet mellem en engelsk fregat og en norsk styrke bestående af fire kanonjoller og en kanonsjalup, 16. maj 1808. Slaget fandt sted i Vatlestraumen ved Alvøen, lige sydvest for Bergen.
Den britiske fregat HMS Tartar var på vej ind til Bergen for at uskadeliggøre eller tage som prise et hollandsk kaperfartøj som havde søgt ind til Bergen for reparation. Om aftenen den 15. maj indløb der en melding til Bergenhus om at en engelsk fregat var i leden. Om natten/morgenen den 16. maj blev fem norske kanonfartøjer sendt ud for at møde fjenden.
Slaget varede omkring en time og endte med at fregatten flygtede mod nord ud i Hjeltefjorden. Englænderne mistede 12 mand, heriblandt kaptajnen, og skibet fik store materielle skader. De norske tab var fem døde og flere sårede. Træfningen fik betydning da man så, at små kanonbåde kunne bekæmpe større fartøjer i kystnært farvand.

### Hansaforbundet
Fra 1300-tallet til ca. 1750 var byen en del af Hansaforbundet og dets handelsnetværk som omfattede hele det nordlige Europa, noget som Bryggen i Bergen minder om. Bergen var både eksporthavn og administrationsby for Vestlandet og Nord-Norge i mange hundrede år. Nordlandshandelen var et vigtig næringsgrundlag for byens købmænd.
Det er estimeret at af en befolkning på omkring 10.000 i middelalderens Bergen var helt op mod en tredjedel udlændinge, hvoraf sandsynligvis var våbenføre ungemænd der var tilsluttet Hansaforbundet. Hansaforbundet havde fire hovedkontorer i byer som ikke var tilsluttet Hansaforbundet, disse lå i London, Brugge, Bergen og Novgorod. Bergen var altså ingen hansaby, men sæde for et af fire hanseatiske kontorer. Det fandtes derimod utallige mindre kontorer spredt over hele Østersø-området, men disse blev kaldt faktorier. Der fandtes også faktorier i Oslo og Tønsberg. Kontoret i Bergen håndterede hovedsageligt tørfiskhandel. Kontorerne i London og Brügge havde sin hovedvirksomhed i tøj- og uldhandel, mens det fra Novgorod blev sendt ud meget pelsværk, rav, korn og tømmer.
Rådhusene i byen stammer fra den hanseatiske tiden. Det er to rådhuse, og det ældste er fra 1500-tallet. Byrådsmøderne holdes fortsat i den samme sal, hvor de har været holdt siden 1561.

#### Bryggen i Bergen
Bryggen i Bergen, også kendt som Tyskebryggen og Hansabryggen, omfatter den gamle hanseatiske træbebyggelsen i det centrale Bergen. Den består af 61 fredede bygninger, der er på UNESCOs verdensarvsliste.
Strøket, som også blev kaldet Tyskebryggen fra 1857, grænser mod Bergenhus langs Øvregaten til Vetrlidsallmenningen, ned denne og tilbage langs Bryggens havnefront. Det omfatter også de handelsgårdene af mursten som blev bygget efter en regulering i 1901 og efter tegninger af arkitekt Jens Zetlitz Monrad Kielland. I den forbindelse nedrev man en række af trægårdene fra hansatiden, men ejeren af den gården, som i dag indeholder Hanseatisk Museum, ville ikke sælge, og derfor er denne bevaret. I 2006 havde Bryggen et besøgstal på over 580.000.

#### Det Hanseatiske Museum og Schøtstuene
Det Hanseatiske Museum i Bergen ligger i Finnegaarden 1 A og fortæller om den hansetiden.
Finnegaarden er en af de bevarede træbygninger på Bryggen i Bergen, og den blev opført efter branden i 1702, da 7/8 af byen brændte ned. Finnegaarden var Det tyske kontors største og mest statslige købmandshuse. Johan Wilhelm Olsen (1829 – 1898), som havde drevet nordlandshandel i gården, etablerede museet da den traditionelle virksomhed på Bryggen stoppede. Museets stiftelsesdag, 26. juni 1872, er til minde om prins Oscar Fredriks (den senere kong Oscar 2.) besøg i Finnegaarden. Prinsens opmuntring skal have fået afgørende betydning for Wibergs videre arbejde med museet. Hans søn, Christian Koren Wiberg (1870–1945) blev museets første direktør og reddede Finnegaarden fra nedrivning da Nye Bryggen blev bygget. Efter samlingen voksede blev der opført en tilstødende bygning. "Finnegårds-Bazaren" eller "murtasken" blev opført efter tegninger af arkitekt Conrad Fredrik von der Lippe og viser slægtskab med Kjøttbasaren som arkitekten fik tegnet ved siden af. I 1901 fik Finnegaarden en stilrigtig restaurering.
Finnegaarden blev fredet i 1927. I 1979 kom Finnegaarden med på UNESCOs verdensarvliste, sammen med de andre ældre bygninger på Bryggen. Bagerste del af Finnegaarden blev i 1982 udbedret af arkitekt Øivind Maurseth.
Bag Bryggen ved Mariakirken ligger schøtstueanlægget, som er en samling originale og rekonstruerede Schøtstuer. Dramshusens schøtstue blev lagret på Bergens Museum fra 1880-årene og i 1917 blev Bredsgårdens schøtstue givet til Bergen kommune. I 1937–1938 blev disse stuerne genopført, sammen med Svensgårdens schøtstue (kopi) og Jakobsfjorden og Bellgårdens schøtstue. Bredsgårdens schøtstue er for en stor del original. Jacobsfjorden og Bellgårdens schøtstue er en parafrase som har til hensigt at vise, hvordan schøtstuene kan have set ud før branden i 1702. Rekonstruktionen er baseret på målebrev og andre dokumenter, men detaljerne er højst usikre.

## Anden verdenskrig
Norge var neutralt ved udbruddet af anden verdenskrig, men blev invaderet af Tyskland i Operation Weserübung den 9. april 1940. Bergensdelen af operationen var fronten af de tyske krydsere Königsberg og Köln, og bestod af omkring 1900 soldater. Kvarven fort var bemandet med 33 officerer og 279 korporaler og menige. Fortet skød mod skibene, da de sejlede ind mod Bergen kl. 3:58 om natten. Det blev umiddelbart indlysende, hvor uddateret og dårlig vedligeholdt kanonerne var; bl.a. fordi en af de få granaterne som traf, ikke gik af. Skibene besvarede ikke ilden med andet end den morsekodet meldingen "stop shooting!" Telegrafisten ringede til kommandanten og spurgte, om de skulle stoppe med at skyde, og kommandanten svarede med "Visst faen skal dere skyte". Kvarven fort blev indtaget kort tid efter, delvis grundet soldaternes dårlige træning.

### Tysk okkupation
Tysk marinepersonel bemandede Kvarven fort resten af krigen og gjorde den til del af deres Festung Bergen(tyrkisk), som skulle forsvare den strategisk vigtige by mod de allieredes invasion. I denne perioden blev fortet udvidet og moderniseret.

### Eksplosionen på Vågen
Den 20. april 1944 skete en stor eksplosions i Bergen den 20. april 1944. Det tyske ammunitionsskib Voorbode med 120 ton ammunition kom i brand og detonerede ved havnen klokken 08:39.
Mindst 98 mennesker blev dræbt, 4.800 blev såret, 131 huse forsvandt, 117 huse blev så stærkt ødelagte at de måtte nedrives, 45 hus led voldsomme skader, mens 3.500 hus fik mindre skader. Vigtige historiske bygninger som Nykirken, Tollboden, Rosenkrantztårnet og Håkonshallen fik alle kraftige skader, men blev senere restaureret.

### Bombningen af Laksevåg
Bombningen af Laksevåg var en af de største enkeltstående tragedier som ramte Norge under den anden verdenskrig. Onsdag 4. oktober 1944 gik britiske bombefly til angreb på tyskernes ubådsbunker i Nordrevågen på Laksevåg. Et fåtal af bomberne traf målet, de fleste faldt ned over den almindelige bebyggelse og dræbte 193 civile, heraf 61 børn ved Holen skole. Den store røgudvikling fra bombenedslagene gjorde det vanskeligt at skelne bombemålet fra den civile bebyggelse.
Sammenlagt deltog 152 fly i angrebet; 93 Handley Page Halifax og 47 Avro Lancaster bombefly, samt 12 Mosquito jagerbombere som eskorte. Totalt deltog over 1000 mand i angrebet raidet. Klokken 09:05 gik luftværnsirenerne i Laksevåg og Bergen, og i løbet af en time blev totalt 1.432 bomber kaste over Laksevåg.

## Bybrande
Byen har været ramt af bybrande flere gange op gennem historien. Den største var Bergensbranden 1916 som fandt sted 15. til 16. januar 1916, hvor store dele af byen gik op i røg. Med undtagelse af husene på Rådstuplassen blev alle bygningerne i Bergen Centrum ødelagt i branden. 380 bygninger gik tabt, og 2700 mennesker blev hjemløse.

## Efter 1945
Bergen har udviklet sig meget efter anden verdenskrig. Bergen var et eget amt fra 1831 og fylke fra 1919 til 1972, hvor kommunen blev udvidet med nabokommunerne Arna, Fana, Laksevåg og Åsane og indlemmet i Hordaland fylke. Årstad kommune blev indlemmet i Bergen allerede i 1915, Gyldenpris afstået fra Laksevåg i 1921, og Fyllingsdalen fra Fana i 1955.
Kommunen udgjorde domsmyndighedsområdet til Bergen tingrett under Gulating lagdømme, og omfatter Bergen domprosti, Fana prosti og Åsane prosti under Bjørgvin bispedømme i Den norske kirke.
Kommunen deltager internationalt i Hansabysamarbejdet Union of Baltic Cities og i Organization of World Heritage Cities, og lokalt i Regionrådet Bergen og Omland, som er Norges største i folketal.

### Tusenårssted
Fana kirke og kulturlandskabet omkring den blev i forbindelse med årtusindeskiftet valgt til Bergen kommunes tusenårssted. Kommunen har restaureret kirkebygningen fra 1153, og har i samarbejde med 200 frivillige entusiaster i Kulturparkens Venner bygget et amfiteater og anlagt en kulturpark på stedet. Kirken er sandsynligvis opført omkring år 1153, og er nævnt første gang i et værnebrev fra pave Gregor IX i 1228. Den er provstikirke i Fana prosti og er nu blevet restaureret både indvendig og udvendig. Det meste af arbejdet var fuldført sommeren 2008, og blandt andet er overflader blevet kalket og malet indvendig, og skifertaget er udskiftet.

## Indbyggertal
Bergens bydele, indbyggertal pr. 1. januar 2011.
| Arna          | 12.680  |
| Bergenhus     | 38.544  |
| Fana          | 38.317  |
| Fyllingsdalen | 28.844  |
| Laksevåg      | 38.391  |
| Ytrebygda     | 25.710  |
| Årstad        | 37.614  |
| Åsane         | 39.534  |
| Totalt        | 260.392 |

### Befolkningsudvikling
Befolkningsudvikling i Bergen siden 1801 per 1. januar:
| År   | Befolkning |
| ---- | ---------- |
| 1801 | ca. 20.000 |
| 1951 | 112.910    |
| 2001 | 230.948    |
| 2008 | 247.746    |
| 2011 | 260.392    |
| 2020 | 285.000    |